# Abzu
Abzu ali apsu (klinopisno 𒍪 𒀊, ZU.AB, sumersko abzu, akadsko apsû)    ), lahko tudi engur (klinopisno 𒇉, LAGAB×HAL, sumersko engur, akadsko engurr, sestavljeno iz  ab=voda in zu=globok), je bil izraz, ki je pomenil vodo iz podzemnih vodonosnikov, ki je imela posebno mesto v sumerski in akadski mitologiji. Za jezera, izvire, reke, vodnjake in druge vire  sveže vode so Mezopotamci verjeli, da prinašajo vodo iz abzuja. V sumerski in akadski mitologiji je  abzu  povezan tudi  s prvobitnim morjem med zemljo (Ma) in podzemnim svetom (Kur).

## Abzu v sumerski kulturi
Enkijev tempelj v Eriduju se je imenoval E2-abzu - hiša kozmičnih voda. Stal je na robu močvirja – abzuja. Abzu (apsû) so se imenovale  tudi cisterne s sveto vodo na dvoriščih babilonskih in asirskih templjev. V verskem smislu so bile te cisterne podobne judovskim mikvot, islamskim česmam pred mošejami in krstilnicam v krščanskih cerkvah. 

## Abzu v sumerski kozmologiji
Za sumerskega boga  Enkija (akadsko Ea) so verjeli, da je pred ustvarjenjem človeških bitij živel v abzuju. V abzuju so živeli tudi njegova žena Damgalnuna, mati Nammu, svetovalec Isimud in različna njim podrejena bitja, na primer vratar Lahmu. 

## Abzu kot božanstvo
Abzu (apsû) kot božanstvo je omenjen samo v Enuma Eliš, babilonski epski  pesnitvi o stvaritvi sveta iz Asurbanipalove knjižnice (630 pr. n. št.), čeprav je pesnitev približno 500 let starejša. V tej pesnitvi je bi Abzu prvo bitje, ustvarjeno iz sladke vode, in ljubimec drugega prvobitnega bitja Tiamat, ki je bilo ustvarjeno iz slane vode. Enuma Eliš se začne: 
»Ko še ni obstojalo niti nebo zgoraj niti zemlja spodaj, sta bila tam ocean sveže vode Apsu, prvi, roditelj, in Tiamat, slano morje, ona, ki mu je prinesla vse. Njuni vodi sta se mešali, pašniki in zemlja pa še niso nastali, niti močvirje s trsjem«.
Iz tega so se rodili mladi bogovi, ki so kasneje umorili Apsuja, da bi si prilastili oblast nad vesoljem. Besna Tiamat je rodila prvega zmaja in njegovo telo namesto s krvjo napolnila s strupom. Napovedala je vojno verolomnim otrokom. Marduk, bog viharjev, jo je nato ubil in iz njenega telesa ustvaril nebo in zemljo. 